# Oblast Kemerovo
De oblast Kemerovo (Russisch: Кемеровская область, Kemerovskaja oblast), vaak Koezbass (Кузбасс) genoemd naar het steenkoolwinningsgebied waaruit het gebied bestaat, is een oblast (bestuurlijke eenheid) in het zuiden van Russisch West-Siberië. Het ligt op de plaats waar het West-Siberisch Laagland de Zuid-Siberische Gebergtes ontmoet. Met een oppervlakte van ongeveer 95.800 km² is het ongeveer drie keer zo groot als België.

## Geografie
De oblast Kemerovo is een van de kleinste deelgebieden van Siberië. Van noord naar zuid omspant het gebied bijna 500 kilometer en van oost naar west ongeveer 300 kilometer. Met een bevolkingsdichtheid van ongeveer 30 mensen per km² is het een van de dichtstbevolkte gebieden van Rusland. De oblast grenst in het noorden aan de oblast Tomsk, in het oosten aan de kraj Krasnojarsk en Chakassië, in het zuiden aan de autonome deelrepubliek Altaj en in het westen aan de oblast Novosibirsk en de kraj Altaj.

### Reliëf en delfstoffen
Geografisch gezien omvat de oblast de vlakke Koeznetsk-depressie met een aantal daaromheenliggende bergketens. Deze bergketens worden gevormd door de 500 kilometer lange Koeznetskse Alataoe in het noordoosten en oosten, de Bergachtige Sjor (Gornaja Sjorieja) in het zuiden en het veel oudere afgevlakte Salairrug in het zuiden. Het centrale vlakke deel omvat ongeveer de helft van de oblast en bestaat uit de Koeznetsk-depressie, die in het noorden overloopt in het West-Siberisch Laagland. In het centrale deel hiervan lopen de Tradanov-heuvelrug en de Saltymakov-rug. De hoogste bergpiek is de Verchni Zoeb op de grens met Chakassië met een hoogte van 2178 meter. Het laagste punt ligt op 78 meter in de riviervallei van de Tom aan de grens met de oblast Tom.
De Koeznetsk Alataoe loopt in het zuiden over in de bergketens van de Altaj, bestaat vooral uit toendra, bergweiden en sneeuwgebieden en is grotendeels onbewoond. Daarentegen wordt de Bergachtige Sjor wel bewoond, daar hier een aantal rivieren doorheen lopen. Het grootste deel van de bevolking woont echter in een van de steden in het steenkoolbekken zelf.
In de bodem bevinden zich voorkomens van bruinkool, steenkool, ijzer en minerale ertscomplexen, goud, fosforieten, bouwsteen en andere minerale voorraden.

### Klimaat en water
De oblast ligt in het gebied met een landklimaat, met een gemiddelde temperatuur van -17 tot -20 °C in januari en +17 tot +18 °C in juli. De gemiddelde jaarlijkse neerslag varieert van 300 mm in de vlakke en heuvelachtige gebieden tot 1000 mm of meer in de berggebieden. Het aantal jaarlijkse vorstvrije dagen varieert van 100 dagen in het noorden tot 120 in het zuidwesten.
De rivieren in de oblast maken deel uit van het riviersysteem van de Ob, De belangrijkste rivieren zijn de Tom, Inja, Kieja, Oerjoep en Tsjoemysj, die een gezamenlijke lengte hebben van ongeveer 3000 kilometer. Daarnaast omvatten kleinere waterstromen en waterbekkens ongeveer 35.000 hectare binnen het gebied. Kleinere rivieren zijn de Jaja, Kondoma, Mras-Soe en de Sary-Tsjoemysj. Het grootste meer is het Bertsjikoelmeer in het noordoosten.

### Flora en fauna
Her gebied ligt binnen de taigazone en heeft onder andere de Siberische den als begroeiing. In de hoogste berggebieden bevinden zich naast toendrabegroeiing ook bergweiden. In de lagere gebieden komen veel gemengde sparren-ratelpopulierenbossen met onderbegroeiing voor. Aan de voet van de berggebieden en in de dalen komt steppe en bossteppe voor met eilanden van pijnboombossen. In de Bergachtige Sjor en in de riviervallei van de Kondoma bij de plaats Koezedejevo komen eilanden van Siberische linde voor.
In het gebied leven elanden, Siberische reeën, edelherten en rendieren, waarvan de laatste alleen in de Koeznetsk Alataoe. Voorkomende roofdieren in het gebied zijn de bruine beer, Euraziatische lynx en de veelvraat. Op de eekhoorns en muskusratten wordt gejaagd vanwege de waarde van het bont. Voorkomende vogelsoorten zijn onder andere het auerhoen, korhoen en hazelhoen.

## Geschiedenis

### Tsaristisch Rusland
De oudste stad van de oblast, Novokoeznetsk, werd gesticht in 1618 als de ostrog Koeznetskski, kort na de verovering van Siberië door de kozakse ataman Jermak. Het is nog steeds de grootste stad in het gebied, zelfs groter dan de hoofdstad Kemerovo. Vanuit dit fort en vanuit Tomsk, dat 14 jaar eerder werd gesticht, begon vanaf de 18e eeuw de delfstoffenwinning. In 1698 gaf Peter de Grote, na gehoord te hebben over de vondsten van zilver in de rivier de Zolotoj Kitat, opdracht aan de vojevoda van het gouvernement Tomsk om het gebied open te stellen voor de exploitatie van delfstoffen. In 1721 vond een kozak de eerste steenkool bij de rivier de Tom, wat het begin vormde van de Koezbass.
Industrieel Akinfi Demidov begon aan het begin van de 18e eeuw met de industrialisatie van het gebied. Later nationaliseerde de staat zijn eigendommen in kader van het landsbelang. Er ontstonden ijzer- en zilversmelterijen, maar lange tijd werd het gebied nauwelijks ontwikkeld, daar de focus van de adellijkheid op de industrialisatie van Europees Rusland lag en het gebied bovendien alleen te bereiken was over de lange Siberische Trakt.
Aan het einde van de 19e eeuw, na de aanleg van de Trans-Siberische spoorlijn, veranderde de bereikbaarheid en groeide daarmee ook de aandacht voor de industriële ontwikkeling van de ferro- en non-ferro delfstoffenvoorraden, steenkoolvoorraden en houtvoorraden in het gebied.
Begin 20e eeuw kwamen de eerste mijnbouw- en metallurgische industrieën op. Na de Oktoberrevolutie werd de Koezbass of steenkolenbekken Koeznetsk ("smit") eerst onderdeel van de kraj West-Siberië en vervolgens van de oblast Novosibirsk.

### Ontstaan van de Koezbass
De Koezbass ontstond als industrieel gebied in de jaren '20 bij het eerste vijfjarenplan. Onder leiding van de Nederlandse ingenieur en zakenman Sebald Rutgers werd in 1921 bij de Krasnaja Gorka ("Rode Heuvel") bij het huidige Kemerovo aan de rivier de Tom een industrieel modelbedrijf (Autonome Industriële Kolonie of AIK) gebouwd als een samenwerkingsproject tussen enthousiaste Russische, West-Europese en Amerikaanse communistische werkkrachten om de steenkolenindustrie te ontwikkelen. Uit het niets werd met blote handen de industrie op gang gebracht. De mijnbouw werd hierbij behoorlijk gemoderniseerd. Hoewel de AIK een groot aantal tegenslagen kende en lang niet de omvang bereikte die vooraf was voorzien, zorgde ze toch voor de opkomst van de Koezbass. In 1926 kwam de Nederlandse architect Johannes van Loghem naar Kemerovo en liet er een aantal arbeiderswijken bouwen met typisch Nederlandse rijtjeswoningen (kolbasy; "worsten" genoemd onder de lokale bevolking) en de steenkolenfabriek aan de overkant van de Tom omgeven door parken vanuit het idee van een "groene stad". Deze parken zijn inmiddels allemaal verdwenen. In 1924 stierf Lenin, wat voor problemen zorgde bij de AIK. In 1926 droeg Rutgers daarop de AIK langzamerhand over aan de Sovjetautoriteiten en vertrok uit de Sovjet-Unie. Andere buitenlandse architecten en ingenieurs verdwenen in dezelfde periode door de steeds sterker wordende censuur en staatstoezicht. Uit de AIK ontstond later de stad Kemerovo.
In het kader van het plan GOELRO werd eveneens in de jaren '20 het industrieel complex Oeral-Koezbass opgezet met het steenkoolgebied rond Bogoslovsk. In de jaren '20 en '30 groeide de Koezbass uit tot een gigantische bouwput, waarbij de steenkoolindustrie en aanverwante chemische industrie en metallurgie werd ontwikkeld en uitgebouwd. Ook ontstonden de huidige grote steden gedeeltelijk in die tijd. Nog voor de start van de Tweede Wereldoorlog woonde al de helft van de bevolking van de Koezbass in stedelijke gebieden.

### Tweede Wereldoorlog: Groei en ontstaan oblast Kemerovo
Tijdens de oorlog werd in Kemerovo een Cokes-chemisch complex gebouwd, dat tijdens de oorlog een gedeelte van de steenkool leverde voor de defensieindustrie in de Oeral. Van het staal dat uit de Koezbass kwam werden 50.000 tanks en 45.000 vliegtuigen gebouwd tijdens de oorlog. Ook werden 71 fabrieken uit Europees Rusland naar het gebied gebracht en daar weer in gang gesteld. Hierdoor nam de industriële capaciteit van het gebied toe met de helft. Na de oorlog bleven veel van deze fabrieken in de Koezbass. Midden in de oorlog werd in verband met het verwachte toekomstige belang van de Koezbass voor de defensieindustrie besloten dat het gebied een eigen gebied zou moeten vormen: Op 26 januari 1943 werd de oblast Kemerovo afgescheiden van de oblast Novosibirsk als zelfstandige oblast rond de Koezbass. Bij de afsplitsing omvatte dit gebied 17,5% van het grondgebied van oblast Novosibirsk en 42% van de bevolking. Het gebied groeide door de steenkoolmijnbouw uit tot een van het de meest verstedelijkte oblasten van Rusland. Meer dan 70% van de bevolking leeft in negen regionale industriële centra.

### Crisis en neergang
In de jaren 80 brak een crisis uit in de steenkoolmijnbouwsector die resulteerde in massale stakingen door de arbeiders in 1989 en 1990. Na de val van de Sovjet-Unie verergerde de situatie zich nog verder door het verdwijnen van de planeconomie en de daarmee gepaard gaande staatsorders. In de jaren 90 werden daarom economische hervormingen doorgevoerd met steun van het Internationaal Monetair Fonds en de Wereldbank om het gebied weer op gang te helpen. De meest onrendabele mijnen werden hierbij gesloten. Van de herstructurering en modernisering van de industrie kwam echter weinig terecht. Nog steeds kampt de mijnbouwsector met verouderde apparatuur. Het werk in de mijnen is vaak erg gevaarlijk en er vallen gemiddeld 60 doden per jaar door methaanexplosies. Doordat 70% van de mijnen in handen kwam van de private sector werden de mijnwerkers de dupe van de situatie; hun sovjetprivileges en de machtige vakbonden verdwenen, waardoor hun lonen en levenssituatie drastisch daalden. Stakingen zijn sinds de jaren 90 nauwelijks nog voorgekomen. Bij laagconjunctuur worden vaak de lonen te laat of niet uitbetaald en wordt het met veiligheidsmaatregelen minder nauw genomen. De laatste jaren is echter vooruitgang geboekt door een aantal federale projecten.

## Economie
Nog steeds wordt de economie gedomineerd door de mijnbouw en de metallurgie met daarnaast de werktuigbouw en de chemische industrie. In het gebied wordt 35% van de cokes-productie van Rusland gerealiseerd. Belangrijke centra voor de steenkoolindustrie zijn Prokopjevsk, Mezjdoeretsjensk, Kemerovo, Novokoeznetsk en Osinniki. De mijnen liggen door een groot deel van de oblast verspreid. De mijnbouw- en metallurgische industrie bevindt zich vooral in de zuidelijke steden Novokoeznetsk en Tasjtagol. In Joerga bevindt zich machinebouw en in Kemerovo chemische industrie. Stroom wordt geleverd door waterkrachtcentrales bij Kantan en Myski. In het noorden en in de buurt van de steden vindt landbouw plaats. In de Koezbass overheerst de vruchtbare zwarte aarde.
Het gebied wordt doorsneden door een aantal spoorlijnen. Hieronder vallen de Trans-Siberische spoorlijn en de Zuid-Koezbasstak van de West-Siberische spoorlijn. Bij de steden Kemerovo en Novokoeznetsk bevinden zich internationale luchthavens.
De economie in de oblast heeft banden met landen uit het GOS, de EU, ASEAN, de Volksrepubliek China, Mongolië, Polen en Duitsland.

## Demografie en etniciteit
Van de bevolking is 85% woonachtig in stedelijke gebieden, waarmee het een van de meest geürbaniseerde deelgebieden van Rusland is. Van de bevolking bestaat meer dan 90% uit Russen. In het zuiden wonen de Oirat-Mongoolse volkeren Teleoeten en Sjors.
| 1926    | 1939      | 1959      | 1970      | 1979      | 1989      | 2002      |
| ------- | --------- | --------- | --------- | --------- | --------- | --------- |
| 798.000 | 1.654.000 | 2.786.000 | 2.918.000 | 2.958.000 | 3.175.000 | 2.899.100 |

## Districten
De oblast Kemerovo bestaat uit de volgende districten (Russisch: rajons, районы):
- Belovski (Беловский)
- Goerjevski (Гурьевский)
- Izjmorski (Ижморский)
- Jajski (Яйский)
- Jasjkinski (Яшкинский)
- Joerginski (Юргинский)
- Kemerovski (Кемеровский)
- Krapivinski (Крапивинский)
- Leninsk-Koeznetski (ленинск-Кузнецкий)
- Mariinski (Мариинский)
- Mezjdoeretsjenski (Междуреченский)
- Novokoeznetski (Новокузнецкий)
- Prokopjevski (Прокопьевский)
- Promysjlennovski (Промышленновский)
- Tasjtagolski (Таштагольский)
- Tisoelski (Тисульский)
- Tjazjinski (Тяжинский)
- Topkinski (Топкинский)
- Tsjeboelinski (Чебулинский)